# Артабаст
Артабаст (лат. Artabasdus, грец. Ἀρταύασδος або Ἀρτάβασδος, з вірменської: Արտավազդ, Артавазд) — узурпатор та імператор Візантії, який правив з червня 741 і до листопада 743 року.
Його царювання було узурпацією влади проти Костянтина V, який проте зберіг контроль над кількома провінціями у Малій Азії.
Спочатку вірменин Артабаст був призначений губернатором (стратегом) феми Вірменії (грец. Θέμα Άρμενιάκων). Після падіння Анастасія, Артабаст уклав угоду зі своїм колегою Левом, також в той час був стратегом та губернатором феми Анатолії, повалити нового імператора Феодосія III. Ця угода було скріплена згодою дочки Лева — Ганною на одруження з Артабастом і весілля відбулося після того як Лев III вже вступив на трон, у березні 717 року.
Після смерті Лева III, у травні 741 року, його син Костянтин V став імператором. Він був талановитим полководцем. Зібрав військо і виступив у похід проти арабів, які тоді вже зайняли багато території імперії. У той час Артабаст, управляючий двору та зять його батька заявив, що Костянтин вбитий і зайняв трон при підтримці іконофілів. Артабаст оголошує своїх синів Никифора та Микиту співімператорами. Костянтин V утікає в гори Ісаврії та однак скоро збирає військо. У 743 році Костянтин розбив військо Артабаста і відвоював Константинополь. Схопленого Артабаста осліпили.